# بيني كاستيلو
بيني كاستيلو (بالإنجليزية: Benny Castillo)‏ هو لاعب كرة قاعدة دومينيكاوي، ولد في 15 يوليو 1966.

## وصلات خارجية
- بيني كاستيلو على موقعبيزبول رفرنس.كوم (الدوري الثانوي) (الإنجليزية)